# Palais royal des Tonga
Le palais royal des Tonga est la résidence officielle du roi des Tonga et de sa famille. Cet édifice en bois construit en 1867 se situe dans la capitale Nuku'alofa.

## Galerie

Photographies du Palais royal
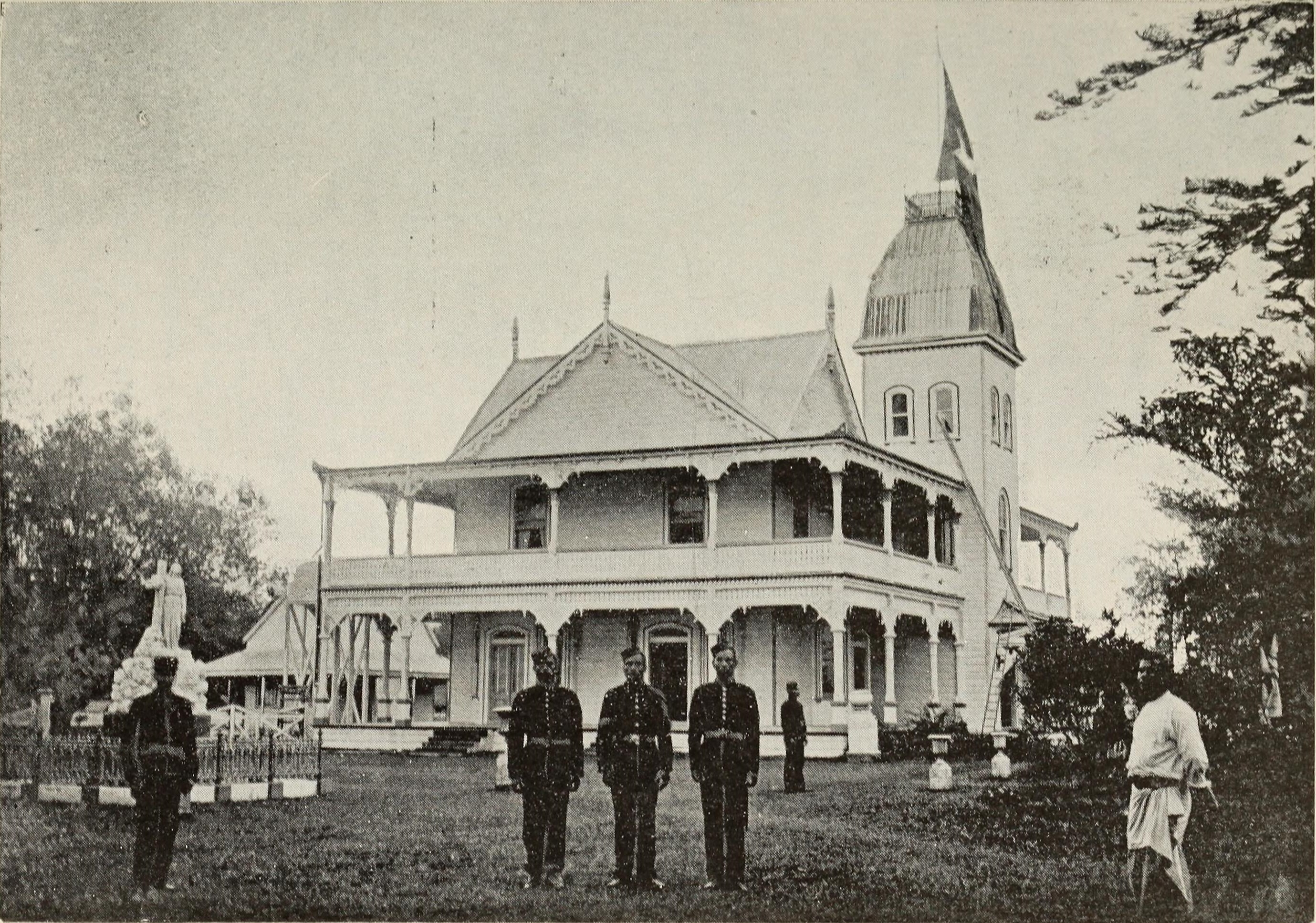
Le palais royal en 1900.
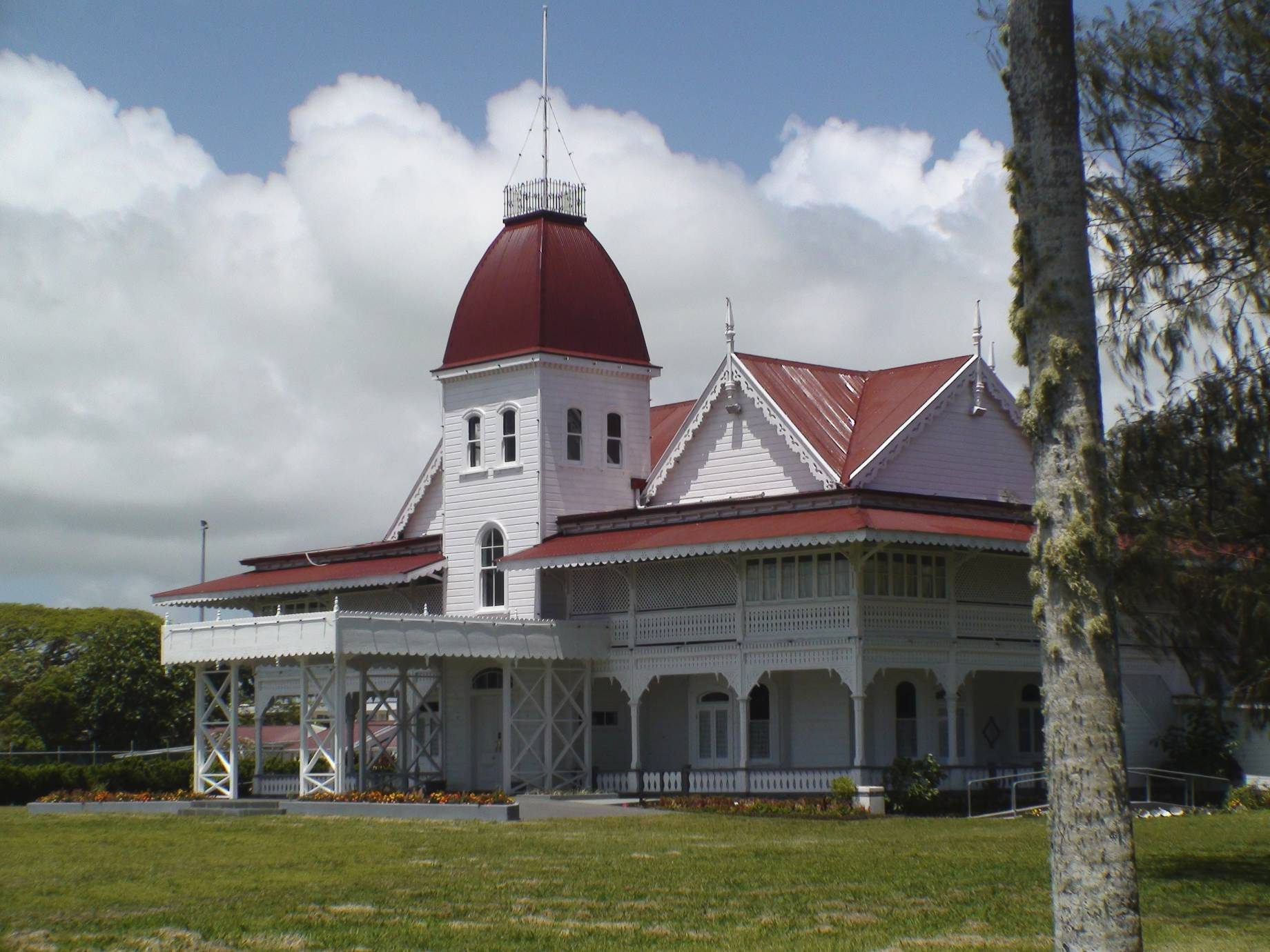
Le palais royal en 2008.
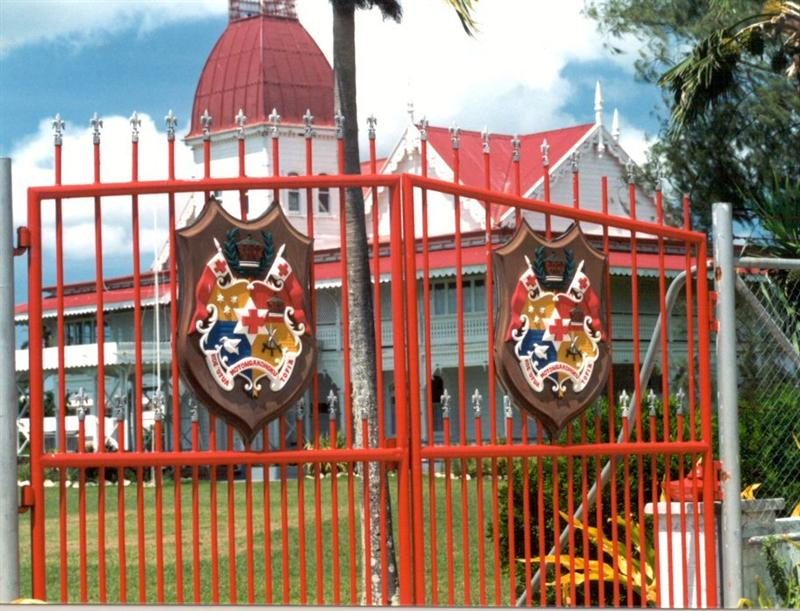
Grilles du palais.